# Kandy Muse
Kandy Muse, nombre artístico de Kevin Candelario, es una drag queen, artista queer e intérprete estadounidense, conocida sobre todo por ser la finalista de la decimotercera temporada de RuPaul's Drag Race y por formar parte de House of Aja.

## Carrera
Kandy Muse formó parte de House of Aja, liderado por Aja, una drag queen que compitió en la novena temporada de RuPaul's Drag Race. Posteriormente se integró en Doll Haus, junto con sus antiguas compañeras de la House of Aja, Dahlia Sin y Janelle N.º 5.
En 2021, Kandy Muse compitió en la decimotercera temporada de Drag Race, durante la cual Kandy Muse representó una "versión golfa" de LinkedIn en "Social Media: The Unverified Rusical" y a Patrick Starrr en el episodio Snatch Game. Kandy Muse fue elegida originalmente para la duodécima temporada del programa. Ella competirá en la octava temporada de RuPaul's Drag Race: All Stars (2023).
Candelario trabajó brevemente en Sephora antes de que despegara su carrera como drag.

### Música
En 2017, Kandy Muse participó en la canción «Body Positivity» de Eureka O'Hara y apareció en el vídeo musical de «Big Dick Daddy» de Velo. Sirviendo como inspiración de la canción, Kandy Muse apareció en «Sitting Alone in the VIP» de Alaska Thunderfuck, así como en el vídeo musical que la acompañaba en 2020.

## Vida personal
Candelario nació de padres de ascendencia dominicana y vive en Nueva York, desde 2021. Nació en South Bronx, Nueva York, y se crio entre allí y República Dominicana. Creció como mormón y fue bautizado a los 8 años.

## Discografía
| Título                           | Año  | Notas                                                              |
| -------------------------------- | ---- | ------------------------------------------------------------------ |
| "Body Positivity"                | 2017 | Colaboración con Eureka O'Hara                                     |
| "Sitting Alone in the VIP"       | 2020 | Colaboración con Alaska Thunderfuck                                |
| "ConDragulations (Cast Version)" | 2021 | Con RuPaul junto con el elenco de RuPaul's Drag Race, Temporada 13 |
| "Lucky"                          | 2021 | Con RuPaul junto con el Top 4 de RuPaul's Drag Race, Temporada 13  |

## Filmografía

### Televisión
| Año  | Título                                                  | Papel              | Notas                               | Ref    |
| ---- | ------------------------------------------------------- | ------------------ | ----------------------------------- | ------ |
| 2017 | RuPaul's Drag Race: All Stars                           | Invitada           | Temporada 3, Exclusive Queen Ruveal |        |
| 2018 | Hey Qween!                                              | Invitada           | Episodio: Aja                       |        |
| 2021 | RuPaul's Drag Race                                      | Concursante        | Temporada 13, Subcampeona           |        |
| 2021 | RuPaul's Drag Race: Untucked                            | Concursante        | Temporada 13                        |        |
| 2021 | RuPaul's Drag Race: Corona Can't Keep a Good Queen Down | Ella misma         | Especial autónomo                   | [ 14 ] |
| 2021 | Dragging the Classics: The Brady Bunch                  | Cindy Brady        |                                     | [ 15 ] |
| 2022 | ICarly                                                  | Cruella Intentions | Episodio: "iDragged Him"            | [ 16 ] |
| 2023 | RuPaul's Drag Race All Stars                            | Concursante        |                                     | [ 17 ] |
| 2023 | RuPaul's Drag Race All Stars: Untucked                  | Concursante        |                                     | [ 17 ] |

### Series web
| Año  | Título                                 | Papel      | Notas    | Ref    |
| ---- | -------------------------------------- | ---------- | -------- | ------ |
| 2017 | Cosmo Queens                           | Ella misma | Invitada | [ 18 ] |
| 2021 | Ruvealing the Look                     | Ella misma | Invitada | [ 19 ] |
| 2021 | Whatcha Packin'                        | Ella misma | Invitada | [ 20 ] |
| 2021 | The X Change Rate                      | Ella misma | Invitada | [ 21 ] |
| 2022 | Out of the Closet                      | Ella misma | Invitada | [ 22 ] |
| 2022 | Trixie Cosmetics: Kiki with Kandy Muse | Ella misma | Invitada | [ 23 ] |

### Vídeos musicales
| Título                     | Año  | Notas              |
| -------------------------- | ---- | ------------------ |
| "Big Dick Daddy"           | 2017 | Velo               |
| "Sitting Alone in the VIP" | 2020 | Alaska Thunderfuck |

## Premios y nominaciones
| Año  | Organización              | Categoría                               | Trabajo                      | Resultados | Ref.          |
| ---- | ------------------------- | --------------------------------------- | ---------------------------- | ---------- | ------------- |
| 2018 | Brooklyn Nightlife Awards | Drag Queen of the Year                  | Ella misma                   | Ganadora   | [ 24 ]        |
| 2021 | MTV Movie & TV Awards     | Best Fight (junto con Tamisha Iman)     | RuPaul's Drag Race: Untucked | Nominada   | [ 25 ]        |
| 2022 | Queerty Awards            | Future All-Star                         | Ella misma                   | Nominada   | [ 26 ]        |
| 2022 | WOWIE Awards              | Best Twitter (The Trending Topic Award) | Ella misma                   | Nominada   | [ 27 ] [ 28 ] |